# Lisa Alexander
Lisa Alexander   (Toronto, 22 de setembre de 1968) és una nedadora canadenca de natació sincronitzada retirada que va arribar a ser subcampiona olímpica a Atlanta 1996 en el concurs per equips.

## Carrera esportiva
Als Jocs Olímpics de 1996 celebrats a Atlanta (Estats Units) va guanyar la medalla de plata en el concurs per equips, després dels Estats Units (or) i per davant del Japó (bronze), al costat de les seves companyes d'equip que van ser: Karen Clark, Sylvie Frechette, Janice Bremner, Karen Fonteyne, Christine Larsen, Erin Woodley, Cari Read, Valerie Hould-Marchand i Kasia Kulesza.